# پناهگاه حیات وحش اوسا

## پناهگاه حیات وحش اوسا
پناهگاه حیات وحش اوسا (اسپانیایی: Fundación Santuario Silvestre de Osa) یا پناهگاه حیات وحش کانا بلانکا، یک مرکز نجات حیوانات است که در شبه جزیره اوسا در جنوب غربی کاستاریکا واقع شده است. این پناهگاه فقط با قایق قابل دسترسی است و کاملاً توسط پارک ملی پیدراس بلانکاس احاطه شده است. که توسط زنی دلسوز و طبیعت‌دوست به نام کارول پاتریک اداره می‌شد. این اقامتگاه در دل طبیعت بکر و بارانی شبه‌جزیره اوسا در جنوب‌غربی کاستاریکا واقع شده بود و هدف آن فراهم آوردن مکانی آرام و نزدیک به طبیعت برای گردشگران و علاقه‌مندان به محیط‌زیست بود. مسیر زندگی کارول و کاربری این مکان زمانی تغییر کرد که ساکنان محلی، با دیدن دلسوزی و توجه او به طبیعت، از او درخواست کردند که به حیوانات آسیب‌دیده، یتیم و رهاشده کمک کند. او در ابتدا با نیت خیرخواهانه چند حیوان را پذیرفت، اما با گذشت زمان تعداد این حیوانات بیشتر و بیشتر شد. بسیاری از این جانوران نیازمند مراقبت‌های ویژه، تغذیه مناسب و توان‌بخشی بودند. همین امر سبب شد که کارول به‌تدریج امکانات اقامتگاه را برای مراقبت از آن‌ها تغییر دهد. این مرکز به بازپروری حیوانات آسیب‌دیده، بدرفتار شده، یتیم یا مصادره‌شده اختصاص دارد. حیواناتی که به این پناهگاه آورده می‌شوند شامل انواع میمون‌ها، مورچه‌خوارها، پرندگان خاص، تنبل‌ها و گربه‌سانان وحشی هستند. پس از آن‌که حیوانات به‌طور کامل بازپروری شدند، دوباره در زیستگاه طبیعی خود ــ در مناطق حفاظت‌شده‌ای در سراسر کاستاریکا از جمله پارک پارک ملی کورکووادو رهاسازی می‌شوند.
پناهگاه حیات‌وحش اوسا یک سازمان غیرانتفاعی است که هزینه‌های خود را از طریق داوطلبان، کمک‌های مالی و تورهای بازدید تأمین می‌کند. این مکان اکنون دارای محوطه‌های محصور و ایمن برای نگهداری حیوانات، بخش‌های دامپزشکی، فضای اقامتی برای کارکنان و داوطلبان، و سالن‌های غذاخوری و پشتیبانی است. پناهگاه اوسا امروزه نمادی از همزیستی انسان با طبیعت و نمونه‌ای موفق از تلفیق گردشگری پایدار با حفاظت از حیات‌وحش به‌شمار می‌رود.

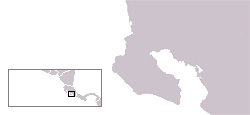
پناهگاه حیات وحش اوسا، همان‌طور که در بالا نشان داده شده است، در داخل شبه جزیره اوسا در کاستاریکا واقع شده است.

## تاریخچه
پناهگاه حیات‌وحش اوسا در ابتدا با هدفی کاملاً متفاوت شکل گرفت. این مکان در آغاز یک اقامتگاه طبیعت‌گردی بود که توسط زنی به نام کارول پاتریک اداره می‌شد. کارول، با عشق به طبیعت و محیط‌زیست، این اقامتگاه را برای میزبانی از گردشگران و دوست‌داران طبیعت در قلب شبه‌جزیرهٔ اوسا، یکی از بکرترین نواحی کاستاریکا، راه‌اندازی کرده بود. اما با گذشت زمان، سیر اتفاقات زندگی او را به مسیری متفاوت هدایت کرد. اهالی بومی منطقه که از علاقه و مهربانی کارول نسبت به جانوران آگاه بودند، از او درخواست کردند که از حیوانات زخمی، بی‌سرپرست و رهاشده مراقبت کند. او در ابتدا با پذیرش چند حیوان آسیب‌دیده، تنها قصد داشت کمکی مقطعی انجام دهد، اما به‌زودی تعداد این حیوانات افزایش یافت و مسئولیت کارول سنگین‌تر شد. در نهایت، در سال ۲۰۰۳، او تصمیم گرفت مسیر زندگی‌اش را تغییر دهد و به‌طور رسمی پناهگاهی برای نجات و بازپروری حیات‌وحش تأسیس کند. از آن زمان تاکنون، آن اقامتگاه ساده به مجموعه‌ای تخصصی برای مراقبت از حیوانات تبدیل شده است. امروزه، پناهگاه حیات‌وحش اوسا شامل محوطه‌های ویژه برای نگهداری حیوانات، واحدهای دامپزشکی، و همچنین محل سکونت و غذاخوری برای کارکنان و داوطلبان است. این تحول نشان‌دهنده تعهد و دلسوزی عمیق کارول نسبت به طبیعت و جانوران است. او با کمک جامعه محلی، داوطلبان و دوستداران محیط زیست، این مکان را به نمادی از حفاظت واقعی از حیات‌وحش در قلب جنگل‌های بارانی کاستاریکا تبدیل کرده است.